# Grupo 2 de Bombardeo
El Grupo 2 de Bombardeo fue una unidad militar de la Fuerza Aérea Argentina que existió entre 1970 y 2000. Operó los bombarderos EE/BAC Canberra B.MK.62/T.MK.64, con el cual luchó en la guerra de las Malvinas, realizando misiones de bombardeo de diferentes características, a saber: bombardeo diurno y nocturno, a baja y alta altura; y exploración y reconocimiento.

## Historia
En 1970 y 1971 la Fuerza Aérea Argentina adquirió 12 bombarderos Canberra BMK-62 y dos TMK-64 y los destinó en la II Brigada Aérea. Los Canberra conformaron el Grupo 2 de Bombardeo.

### Guerra de las Malvinas
El Grupo 2 de Bombardeo se basó en la Base Aérea Militar Trelew.
El 26 de abril tres Canberra salieron hacia las islas Georgias del Sur con la misión de atacar a buques británicos, pero fue cancelada antes de llegar al blanco debido a meteorología desfavorable y por encontrarse los blancos en un lugar encerrado por elevaciones.
El 1 de mayo las escuadrillas indicativos «Ruta» y «Rifle» de tres aviones cada una salió para bombardear un desembarco británico en bahía de la Anunciación. Fueron atacados por las defensas antiaéreas y dos aviones Sea Harrier FRS-1 británicos (capitán de corbeta Broadwater y teniente Curtiss). Uno de los «Ruta» fue averiado pero regresó a la base, mientras que uno de los «Rifle» fue derribado con un misil AIM-9 Sidewinder, sus tripulantes se eyectaron pero no sobrevivieron, el primer teniente Mario Hipólito González y el teniente Eduardo Jorge Raúl de Ibáñez.
El 1 de junio «Huinca» realizó un bombardeo nocturno a baja altura sobre el monte Kent. El 4 de junio los «Lince» y «Puma» llevaron a cabo otro ataque al mismo cerro. El 13 de junio el Grupo 2 efectuó otro operativo de bombardeo sobre Kent. El mismo día al anochecer dos bombarderos BMK-62 «Baco» ejecutaron otro sobre Puerto Enriqueta, donde fue derribado uno de ellos, el piloto capitán Roberto Pastrán se eyectó y fue capturado, mientras que el navegador capitán Fernando Juan Casado murió al no poder eyectarse.

### Posguerra
En 1994 el sistema Canberra obtuvo el primer puesto en el tornero de tiro «COA 94», superando al resto de la Fuerza Aérea.
En 2000 se produjo la baja del Canberra y con ello la disolución del Grupo 2 de Bombardeo.